# Simon Zahner

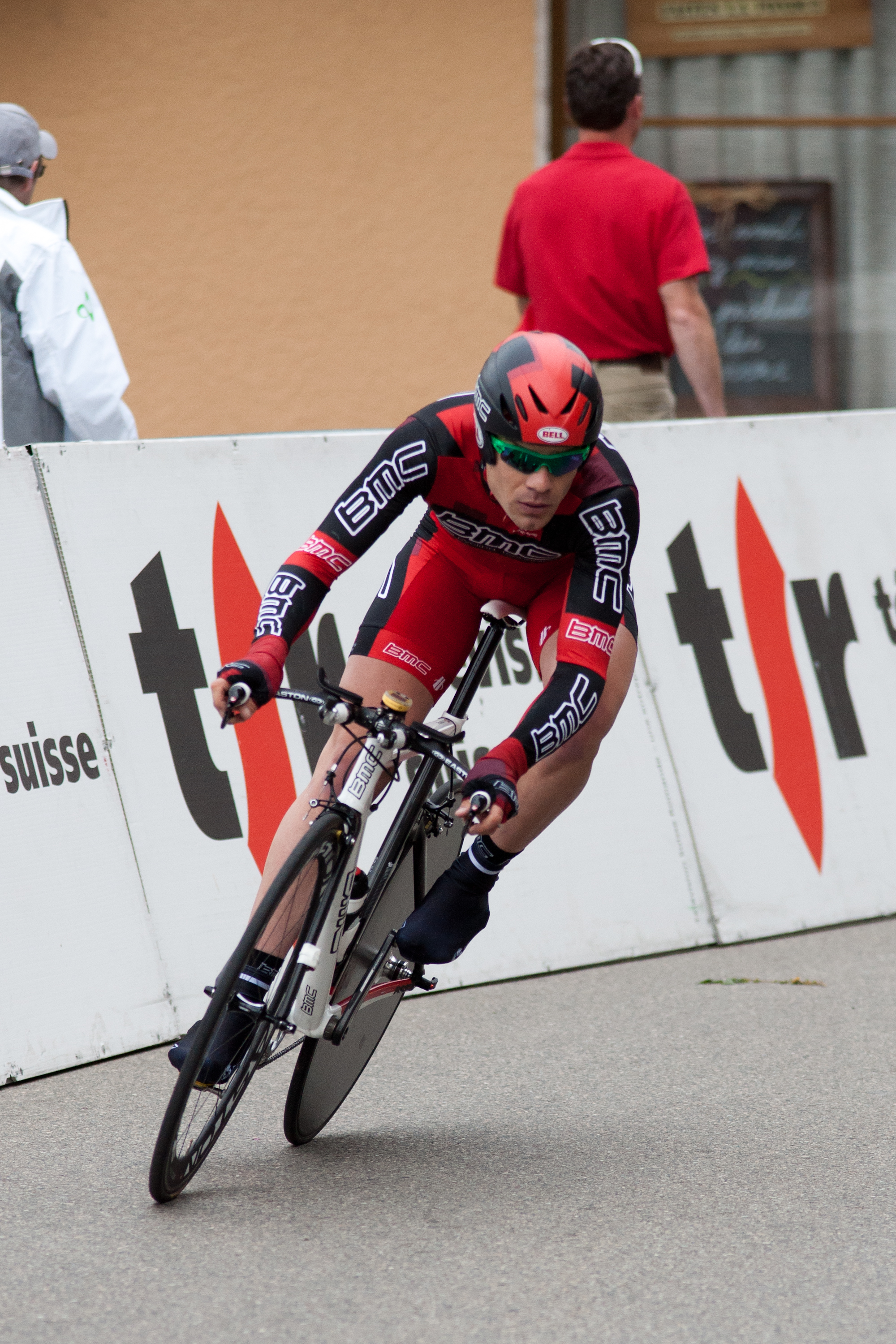
Simon Zahner bei der Tour de Romandie 2010

Simon Zahner (* 6. März 1983) ist ein Schweizer Radrennfahrer.
Im Cyclocross wurde Zahner 2004 Schweizer Meister der U23 und belegte bei den Cyclocross-Weltmeisterschaften in der U23-Klasse 2005 in Sankt Wendel den dritten Platz. Bis 2013 gewann er insgesamt neun Eliterennen des internationalen Kalenders. Bis 2014 platzierte er sich sechsmal auf dem Podium des Eliterennens.
Auf der Strasse gewann Zahner 2009 die Gesamtwertungen der Flèche du Sud und der Tour Alsace. Für das BMC Racing Team bestritt er den Giro d’Italia 2011 und beendete diese Grand Tour als 131. der Gesamtwertung. Bei Schweizer Meisterschaften der Elite gewann er zweimal die Silbermedaille im Einzelzeitfahren und einmal im Strassenrennen.
Auf der Bahn gewann Zahner 2009 die Bronzemedaille in der Einerverfolgung bei den Schweizer Meisterschaften der Elite.

## Erfolge – Cyclocross
2003/2004
- Schweizer Meister (U23)

2006/2007
- Cyclo-Cross Rennaz-Noville, Rennaz
- Flüüger-Quer, Dübendorf

2007/2008
- Int. Radquer Fehraltorf
- Cyclo-Cross International Aigle
- Cyclo-Cross Rennaz-Noville

2008/2009
- Internationales Radcross Magstadt, Magstadt
- Internationales Radquer Meilen, Meilen
- Flüüger-Quer, Dübendorf

2012/2013
- Frankfurter Rad-Cross

## Erfolge – Straße
2009
- Gesamtwertung und eine Etappe Flèche du Sud
- Gesamtwertung Tour Alsace

2013
- eine Etappe Tour Alsace

## Teams
- 2003 Saeco-Romer's-Wetzikon
- 2004 Saeco-Romer's-Wetzikon
- 2010 BMC Racing Team
- 2011 BMC Racing Team